# 印度尼西亞—日本關係
印度尼西亞和日本於1958年建立外交關係。兩者都是兩個有著歷史、經濟和政治聯繫的亞洲國家。兩國都經歷了二戰的艱難時期，當時荷屬東印度群島被日本帝國軍隊佔領了三年半。日本是印度尼西亞的主要貿易夥伴。日本是印度尼西亞最大的出口夥伴，也是通過日本國際協力機構向印度尼西亞提供發展援助的主要捐助者。印度尼西亞是日本液化天然氣等自然資源的重要供應商。兩國都是G20和APEC的成員。今天在印度尼西亞，大約有11,000名日本僑民，而在日本，大約有24,000名印度尼西亞國民在工作和接受培訓。
印度尼西亞在東京設有大使館，在大阪設有領事館。日本在雅加達設有大使館，在泗水設有總領事館，在棉蘭、登巴薩和望加錫設有領事館。

## 腳註
1. ↑  Jusuf Wanandi. . thejakartapost.com. The Jakarta Post. March 24, 2008  [2013-06-23]. （原始内容存档于2020-02-26）.
2. ↑  Novan Iman Santosa. . thejakartapost.com. The Jakarta Post. December 12, 2012  [2013-06-23]. （原始内容存档于2021-07-17）.

## 外部連結
- 维基共享资源上的相關多媒體資源：印度尼西亞—日本關係
- Embassy of Indonesia in Tokyo, Japan （页面存档备份，存于）
- Embassy of Japan in Jakarta, Indonesia （页面存档备份，存于）